# 코만도 크라브 마가
코만도 크라브 마가(CKM)는 모니 아이직(Moni Aizik)이 유도, 유술, 무에타이, 복싱과 크라브 마가를 섞어 만든 근접 격투술이다.
모니 아이직의 특수부대 이력에 대해서는 논란이 많으며, 한국에서는 CKM이 잠시 알려졌다가 지도자들 자격문제로 자취를 감추었다.

## 참고 문헌
- “코만도 크라브 마가 협회”. 《www.commandokravmaga.com》. 2017년 10월 5일에 확인함.

## 같이 보기
- 무예
- 크라브 마가